# Maxwell Abbey Quaye
Maxwell Abbey Quaye (Acra, 2 de febrero de 1998) es un futbolista ghanés que juega en la demarcación de delantero para el Accra Great Olympics FC de la Liga Premier de Ghana.

## Selección nacional
Tras jugar con las categorías inferiores, finalmente hizo su debut con la selección de fútbol de Ghana el 5 de enero de 2022 en un encuentro amistoso contra Argelia que finalizó con un resultado de 3-0 a favor del combinado argelino tras los goles de Adam Ounas, Islam Slimani y un autogol de Jonathan Mensah.

## Clubes
| Club                    | País  | Año   | Partidos | Goles |
| ----------------------- | ----- | ----- | -------- | ----- |
| Accra Great Olympics FC | Ghana | 2015- | 40       | 15    |